# Campionato mondiale di snooker 2022
Il Campionato mondiale di snooker 2022 è stato il diciottesimo ed ultimo evento professionistico della stagione 2021-2022 di snooker, il sedicesimo Ranking, e l'88ª edizione di questo torneo, che si è disputato dal 16 aprile al 2 maggio 2022, presso il Crucible Theatre di Sheffield, in Inghilterra.
È stato il terzo ed ultimo evento stagionale della Tripla corona dello snooker.
Il torneo è stato vinto da Ronnie O'Sullivan, il quale ha battuto in finale Judd Trump per 18-13. L'inglese si è aggiudicato così il suo settimo Campionato mondiale, eguagliando in testa a questa classifica Stephen Hendry, il suo 39º titolo Ranking e il suo 21° evento della Tripla corona, in carriera.
O'Sullivan ha disputato la sua ottava finale in questo torneo, eguagliando al secondo posto di questa classifica Steve Davis e John Higgins, dopo i trionfi del 2001 su John Higgins, 2004 su Graeme Dott, 2008 e 2012 su Ali Carter, 2013 su Barry Hawkins e 2020 su Kyren Wilson, e la sconfitta del 2014 contro Mark Selby, la 101ª in un torneo professionistico, la 61ª fra quelli validi per la classifica mondiale e la terza in stagione, dopo il successo al World Grand Prix su Neil Robertson e la sconfitta allo European Masters contro Fan Zhengyi.
Trump ha disputato la sua terza finale in questo torneo, eguagliando al settimo posto di questa classifica Cliff Thorburn, Peter Ebdon, Graeme Dott e Ken Doherty, dopo la sconfitta del 2011 contro John Higgins e il trionfo del 2019 sullo stesso Higgins, la 55ª in un torneo professionistico, la 36ª fra quelli validi per la classifica mondiale e la quarta in stagione, dopo i successi al Champion of Champions su John Higgins e al Turkish Masters su Matthew Selt, e la sconfitta al Welsh Open contro Joe Perry.
O'Sullivan e Trump si sono sfidati per la 30ª volta in uno scontro diretto, la prima dagli ottavi di finale del Players Championship 2022, in cui a trionfare era stato l'inglese di Wordsley per 6-3. Si tratta della dodicesima finale giocata tra i due, la prima da quella del Northern Ireland Open 2020 vinta da Trump per 9-7, e la quarta conquistata da O'Sullivan, la prima da quella dello Shanghai Masters 2017.
All'età di 46 anni e 148 giorni, O'Sullivan è divenuto il più anziano campione del mondo di questo sport, superando il precedente record di Ray Reardon del 1978 (45 anni e 203 giorni). L'inglese ha, inoltre, superato Hendry in testa alla classifica delle vittorie al Crucible, grazie a 74 successi, quattro in più di quelli dello scozzese, ed eguagliato il record di Steve Davis di 30 presenze in questa sede.
Il campione in carica era Mark Selby, il quale è stato eliminato agli ottavi di finale da Yan Bingtao. Per la decima volta a partire dall'introduzione del format classico (1982), il detentore di questo torneo esce di scena agli ottavi; l'ultimo giocatore a farlo era stato Ronnie O'Sullivan nel 2021.
L'8 aprile 2022 Nigel Bond ha annunciato il suo ritiro dall'attività agonistica all'età di 57 anni, dopo 33 stagioni consecutive disputate, a seguito della sconfitta rimediata il giorno precedente per mano di Lukas Kleckers, durante il secondo turno di qualificazione, e la conseguente relegazione dal tour professionistico. L'inglese era l'unico giocatore rimasto professionista dagli anni 1980 senza mai necessitare di una Invitational Tour Card.
L'11 aprile 2022 Graeme Dott ha realizzato il suo secondo 147 in carriera, il primo dall'edizione dell'aprile 1999 del British Open, durante il match vinto per 6-1 contro Pang Junxu, nel terzo di turno di qualificazioni; si tratta del 175° maximum break della storia dello snooker professionistico, il nono di questa stagione, il terzo del 2022 anno solare e il quinto della storia delle qualificazioni di questo torneo, il primo da quello messo a segno da Liang Wenbó nel 2018, e il sedicesimo considerando anche la fase finale. Si tratta del 26° maximum break messo a referto nell'ultimo frame in assoluto dell'incontro; l'ultimo era stato realizzato da Mark Allen al Northern Ireland Open 2021. Lo scozzese ha, inoltre, battuto il record di maggior distanza tra una "serie perfetta" e l'altra di Shaun Murphy (13 anni, Benson & Hedges Championship 2001-Championship League 2014), migliorandolo a quota 23 anni.
Il 23 aprile 2022 viene battuto il record di maggior durata di un singolo frame nella storia della fase finale di questo torneo al Crucible Theatre (85 minuti e 22 secondi), durante il 22° frame del match vinto da Yan Bingtao per 13-10 contro Mark Selby, negli ottavi di finale. Il precedente primato apparteneva al 19° frame della sfida tra Gary Wilson e Luca Brecel, nei sedicesimi di finale del 2019 (79 minuti e 31 secondi).
Il 25 aprile 2022 Neil Robertson ha realizzato il suo quinto 147 in carriera, il primo dal Welsh Open 2019, durante il match perso per 12-13 contro Jack Lisowski, negli ottavi di finale; si tratta del 176° maximum break della storia dello snooker professionistico, il decimo di questa stagione, il quarto del 2022 anno solare, il dodicesimo della storia della fase finale di questo torneo, il primo da quello messo a segno da John Higgins nel 2020 – divenendo l'ottavo giocatore diverso a riuscire in questa impresa, dopo Cliff Thorburn, Jimmy White, Stephen Hendry, Ronnie O'Sullivan, Mark Williams, Ali Carter e John Higgins – e il diciassettesimo considerando anche le qualificazioni.
Durante il corso del torneo sono stati realizzati 109 century breaks, uno in più della precedente edizione e nuovo record della storia della competizione, mentre durante le qualificazioni ne sono stati realizzati 89, diciassette in meno della precedente edizione.

## Montepremi
- Vincitore: £500000
- Finalista: £200000
- Semifinalisti: £100000
- Quarti di finale: £50000
- Ottavi di finale: £30000
- Sedicesimi di finale: £20000
- Quarto turno di qualificazione: £15000
- Terzo turno di qualificazione: £10000
- Secondo turno di qualificazione: £5000
- Miglior break (qualificazioni comprese): £15000
- Maximum break nelle qualificazioni: £10000 (+ premio per il miglior break)[10]
- Maximum break nella fase a eliminazione diretta: £40000 (+ premio per il miglior break)[10]
- Totale: £2395000

## Panoramica

### Aspetti tecnici
Il torneo si svolge al Crucible Theatre di Sheffield, in Inghilterra, per la 46ª edizione consecutiva.
Le qualificazioni si svolgono presso l'English Institute of Sport di Sheffield, per la quindicesima edizione consecutiva.
L'evento si disputa nella sua classica collocazione nel calendario, tra il terzo sabato di aprile e il primo lunedì di maggio; per la settima volta si svolge dal 16 aprile al 2 maggio, così come già accaduto nel 1983, 1988, 1994, 2005, 2011 e 2016.
L'11 aprile 2022 il World Snooker Tour designa Olivier Marteel come arbitro della finale; si tratta della seconda finale del mondiale diretta dal belga, dopo quella del 2015.
Il sorteggio degli accoppiamenti di primo turno della fase finale è stato effettuato il 14 aprile 2022 presso i Betfred Studios di Salford; l'estrazione delle biglie è stata affidata al campione del mondo 1991 John Parrott.

### Aspetti sportivi
il Campionato mondiale viene disputato dai primi 16 giocatori figuranti nel Ranking – aggiornato al torneo precedente a questo – i quali vengono seguito da altri 16 partecipanti, usciti vincitori dai turni di qualificazione, i quali sono strutturati nel seguente ordine:
- Primo turno: disputato dalle teste di serie 81-112 contro le teste di serie 113-144
- Secondo turno: disputato dai 32 vincitori uscenti dal primo turno contro le teste di serie 49-80
- Terzo turno: disputato dai 32 vincitori uscenti dal secondo turno contro le teste di serie 17-48
- Quarto turno: disputato dai 32 vincitori del terzo turno

L'evento è valevole per la classifica mondiale per la quarantasettesima edizione consecutiva.
L'azienda di scommesse sportive Betfred sponsorizza il Campionato mondiale di snooker per la quattordicesima edizione in totale. Il 16 aprile la stessa Betfred ha comunicato che per ogni century break verranno donate £200 al Jessie May Children's Hospice at Home, ente benefico del WST.
Viene confermato per intero il montepremi per la terza stagione consecutiva.
Sono assenti al torneo Stephen Hendry e Igor Figueiredo, i quali vengono sostituiti dai dilettanti James Cahill e Mark Lloyd. Ricevono un invito anche Sanderson Lam, Michael Georgiou, Soheil Vahedi, Ross Muir, John Astley e Bai Langning, i quali sono i prescelti per completare il quadro dei 128 giocatori presenti. I giocatori selezionati dalla WPBSA per partecipare ai turni di qualificazione sono Si Jiahui, Lee Stephens, Daniel Wells, Michael White, Anton Kazakov, Jake Crofts, Liam Davies, Yorrit Hoes, Nutcharut Wongharuthai, Rebecca Kenna, Dylan Emery, Sean O'Sullivan, David Lilley, Robbie McGuigan, Ben Mertens e Michael Collumb; fanno il loro debutto nei turni preliminari del torneo Stephens, Kazakov, Crofts, Davies, Hoes, Wongharuthai e Collumb.
Il vincitore del torneo ha il diritto di partecipare al Champion of Champions 2022.
Questo è il primo torneo disputato da Marco Fu, ex numero 5 del mondo, uscito dal Main Tour al termine della stagione 2020-2021 senza aver disputato alcun torneo, a causa delle restrizioni dovute alla pandemia di COVID-19, al quale era stato assegnata una Invitational Tour Card all'inizio di questa stagione, dal Welsh Open 2020.

## Date
| Fase           | Turno                | Sorteggio      | Data di svolgimento           |
| -------------- | -------------------- | -------------- | ----------------------------- |
| Qualificazioni | Primo turno          | 29 marzo 2022  | 4-5-6 aprile 2022             |
| Qualificazioni | Secondo turno        | 29 marzo 2022  | 6-7-8-9 aprile 2022           |
| Qualificazioni | Terzo turno          | 29 marzo 2022  | 9-10-11 aprile 2022           |
| Qualificazioni | Quarto turno         | 29 marzo 2022  | 12-13 aprile 2022             |
| Fase finale    | Sedicesimi di finale | 14 aprile 2022 | 16-17-18-19-20-21 aprile 2022 |
| Fase finale    | Ottavi di finale     | 14 aprile 2022 | 21-22-23-24-25 aprile 2022    |
| Fase finale    | Quarti di finale     | 14 aprile 2022 | 26-27 aprile 2022             |
| Fase finale    | Semifinali           | 14 aprile 2022 | 28-29-30 aprile               |
| Fase finale    | Finale               | 14 aprile 2022 | 1°-2 maggio 2022              |

## Copertura
Le seguenti emittenti e piattaforme streaming hanno trasmesso il Campionato mondiale di snooker 2022.
| Copertura              | Paese/Continente              | Fase           |
| ---------------------- | ----------------------------- | -------------- |
| Eurosport App          | Europa e Regno Unito          | Qualificazioni |
| Superstar Online       | Cina                          | Qualificazioni |
| Kuaishou               | Cina                          | Qualificazioni |
| Migu                   | Cina                          | Qualificazioni |
| Youku                  | Cina                          | Qualificazioni |
| Huya.com               | Cina                          | Qualificazioni |
| Matchroom.Live         | Resto del mondo               | Qualificazioni |
| BBC                    | Regno Unito                   | Fase finale    |
| Eurosport              | Europa e Regno Unito          | Fase finale    |
| CCTV-5                 | Cina                          | Fase finale    |
| Superstar Online       | Cina                          | Fase finale    |
| Kuaishou               | Cina                          | Fase finale    |
| Migu                   | Cina                          | Fase finale    |
| Youku                  | Cina                          | Fase finale    |
| Huya.com               | Cina                          | Fase finale    |
| DAZN                   | Canada, Stati Uniti e Brasile | Fase finale    |
| Pakistan TV Sports     | Pakistan                      | Fase finale    |
| Now TV                 | Hong Kong                     | Fase finale    |
| Astro SuperSport       | Malaysia e Brunei             | Fase finale    |
| Sky Sports             | Nuova Zelanda                 | Fase finale    |
| Sport Cast             | Taiwan                        | Fase finale    |
| True Vision            | Thailandia                    | Fase finale    |
| Premier Sports Network | Filippine                     | Fase finale    |
| Start Hub              | Singapore                     | Fase finale    |
| Matchroom.Live         | Resto del mondo               | Fase finale    |

## Avvenimenti

### Qualificazioni
Primo turno
Il dilettante gallese Liam Davies batte Aaron Hill, rimontando dal 4-2 al 4-6, e divenendo il giocatore più giovane a vincere un incontro di qualificazione nella storia di questo torneo (15 anni e 277 giorni), superando il precedente record di Ben Mertens (15 anni e 283 giorni), siglato nel 2020. Robbie McGuigan sconfigge Alfie Burden con il medesimo punteggio, Michael White elimina Fraser Patrick con il risultato di 6-1, mentre Dylan Emery rifila un 6-0 a Mitchell Mann. Il più giovane giocatore ad aver partecipato alle qualifiche Iulian Boiko, vince contro Michael Georgiou il suo primo match in questa competizione. Ian Burns batte il rientrante Marco Fu per 6-5 al frame decisivo, dopo essere passato a condurre prima per 3-0 e poi per 5-3; l'inglese realizza, inoltre, un break da 141 nel secondo frame.
Secondo turno
Allan Taylor batte Michael Judge per 6-5 al frame decisivo, Dominic Dale vince il derby gallese contro Duane Jones, mentre Lei Peifan elimina Stuart Carrington. Scott Donaldson rifila un 6-0 a McGuigan, risultato messo a referto anche da Ashley Hugill su Dean Young e da Elliot Slessor su Ian Burns. James Cahill rimonta Mark Davis dal 5-3 al 5-6, mentre Rory McLeod sconfigge il campione del mondo 1997 Ken Doherty per 6-4, mentre Liam Davies batte Fergal O'Brien al decider. Nigel Bond perde l'ultimo incontro nella sua carriera da professionista contro Lukas Kleckers per 6-1.
Terzo turno
Yuan Sijun batte 6-1 Ryan Day, Lyu Haotian sconfigge Lu Ning e Jamie Jones elimina Mark Joyce. Allan Taylor batte Ricky Walden, il primo giocatore fuori dalla top 16 della classifica mondiale, recuperando dal 4-2 al 4-6, iniziando la sua rimonta conquistando il settimo frame con il punteggio di 72-71 a suo favore. Jordan Brown batte Davies per 6-5, David Lilley supera Kurt Maflin, Ding Junhui batte il connazionale Tian Pengfei. Hugill elimina Martin Gould dopo essere stato sotto 4-1 e 5-2, Thepchaiya Un-Nooh vince contro Jak Jones, Donaldson rimonta Li Hang dal 5-3 al 5-6. Zhou Yuelong batte Zhang Anda al decider, mentre Graeme Dott sconfigge Pang Junxu, realizzando il suo secondo 147 in carriera nel sesto frame.
Quarto turno
Nei due Judgement Day(s), Scott Donaldson batte Allan Taylor per 10-1, mentre Lyu Haotian sconfigge Dominic Dale. David Gilbert supera Anthony Hamilton, con un parziale di 9 frame vinti su 10 dal 1-2 al 10-3 in suo favore. Stephen Maguire batte per 10-7 Zhou Yuelong, Jackson Page elimina David Grace. Ding Junhui rimonta dal 4-7 al 10-7 nei confronti di David Lilley, mentre Matthew Stevens risale da svantaggi di 4-0 e 8-6 fino al 8-10. Con il medesimo risultato, Jamie Clarke batte Graeme Dott, imbucando l'ultima nera con fluke in un tentativo di traversino. Grazie al successo su Jordan Brown, Michael White diventa il primo giocatore dilettante a qualificarsi per il Crucible dopo James Cahill (2019). Hossein Vafaei porta a casa l'unico decider disputato, eliminando Lei Peifan, divenendo così il primo giocatore iraniano a prendere parte alla fase finale del Campionato del mondo di snooker.

### Fase finale
Sedicesimi di finale
Il campione in carica Mark Selby torna a disputare un incontro professionistico dopo aver saltato Turkish Masters e Gibraltar Open, dopo aver dichiarato di essere tornato a soffrire di depressione. L'inglese esordisce battendo per 10-7 Jamie Jones, realizzando anche tre century breaks (134, 129 e 137), arrivando così a quota 100 centoni in carriera al Campionato del mondo.
Ronnie O'Sullivan sconfigge David Gilbert con il punteggio di 10-5, dopo essere stato sotto 0-3; il 6 volte campione del mondo porta a casa, inoltre, otto serie superiori ai 50 punti, di cui tre centoni, con un best di 122 nel quarto frame.
Mark Williams vince 10-3 contro il connazionale Michael White, Noppon Saengkham batte Luca Brecel per 10-5.

## Tabellone (qualificazioni)
Al fianco dei giocatori è indicata la testa di serie.

### Turno 1
| TS  | Giocatore 1     | Risultato | Giocatore 2            | TS  |
| --- | --------------- | --------- | ---------------------- | --- |
| 81  | Zhao Jianbo     | 4 - 6     | Michael Judge          | 117 |
| 112 | Alfie Burden    | 4 - 6     | Robbie McGuigan        |     |
| 96  | Duane Jones     | 6 - 2     | Nutcharut Wongharuthai |     |
| 97  | Xu Si           | 6 - 4     | Michael Collumb        |     |
| 104 | Zhang Jiankang  | 6 - 4     | John Astley            |     |
| 89  | Zhang Anda      | 6 - 0     | Anton Kazakov          |     |
| 105 | Fraser Patrick  | 1 - 6     | Michael White          |     |
| 88  | Aaron Hill      | 4 - 6     | Liam Davies            |     |
| 85  | Lukas Kleckers  | 6 - 3     | Soheil Vahedi          |     |
| 108 | Andrew Pagett   | 6 - 2     | Jimmy White            | 113 |
| 92  | Hammad Miah     | 6 - 3     | Chen Zifan             | 115 |
| 101 | Louis Heathcote | 6 - 5     | Ben Mertens            |     |
| 100 | Craig Steadman  | 4 - 6     | David Lilley           |     |
| 93  | Lee Walker      | 6 - 2     | Reanne Evans           | 119 |
| 109 | Barry Pinches   | 6 - 3     | Lee Stephens           |     |
| 84  | Ben Hancorn     | 3 - 6     | Dean Young             | 118 |
| 83  | Rory McLeod     | 6 - 2     | Ng On-yee              | 116 |
| 110 | Ian Burns       | 6 - 5     | Marco Fu               | 120 |
| 94  | Peter Devlin    | 6 - 1     | Yorrit Hoes            |     |
| 99  | Jamie Wilson    | 6 - 2     | Jake Crofts            |     |
| 102 | Chang Bingyu    | 5 - 6     | Daniel Wells           |     |
| 91  | Peter Lines     | 5 - 6     | Sanderson Lam          |     |
| 107 | Jamie O'Neill   | 4 - 6     | James Cahill           |     |
| 86  | Yuan Sijun      | 6 - 3     | Ross Muir              |     |
| 87  | Mitchell Mann   | 0 - 6     | Dylan Emery            |     |
| 106 | Gerard Greene   | 6 - 1     | Rebecca Kenna          |     |
| 90  | Jackson Page    | 6 - 1     | Sean O'Sullivan        |     |
| 103 | Iulian Boiko    | 6 - 4     | Michael Georgiou       |     |
| 98  | Farakh Ajaib    | 6 - 5     | Mark Lloyd             |     |
| 95  | Zak Surety      | 4 - 6     | Si Jiahui              |     |
| 111 | Lei Peifan      | 6 - 0     | Sean Maddocks          | 114 |
| 82  | Wu Yize         | 6 - 2     | Bai Langning           |     |

### Turno 2
| TS | Giocatore 1        | Risultato | Giocatore 2     | TS  |
| -- | ------------------ | --------- | --------------- | --- |
| 80 | Allan Taylor       | 6 - 5     | Michael Judge   | 117 |
| 49 | Scott Donaldson    | 6 - 0     | Robbie McGuigan |     |
| 65 | Dominic Dale       | 6 - 3     | Duane Jones     | 96  |
| 64 | Lyu Haotian        | 6 - 4     | Xu Si           | 97  |
| 57 | Sunny Akani        | 4 - 6     | Zhang Jiankang  | 104 |
| 72 | Andy Hicks         | 4 - 6     | Zhang Anda      | 89  |
| 56 | Martin O'Donnell   | 2 - 6     | Michael White   |     |
| 73 | Fergal O'Brien     | 5 - 6     | Liam Davies     |     |
| 76 | Nigel Bond         | 1 - 6     | Lukas Kleckers  | 85  |
| 53 | Thepchaiya Un-Nooh | 6 - 4     | Andrew Pagett   | 108 |
| 69 | Michael Holt       | 6 - 1     | Hammad Miah     | 92  |
| 60 | Mark Joyce         | 6 - 5     | Louis Heathcote | 101 |
| 61 | Robbie Williams    | 3 - 6     | David Lilley    |     |
| 68 | Tian Pengfei       | 6 - 4     | Lee Walker      | 93  |
| 52 | Joe O'Connor       | 6 - 4     | Barry Pinches   | 109 |
| 77 | Ashley Hugill      | 6 - 0     | Dean Young      | 118 |
| 78 | Ken Doherty        | 4 - 6     | Rory McLeod     | 83  |
| 51 | Elliot Slessor     | 6 - 0     | Ian Burns       | 110 |
| 67 | Oliver Lines       | 6 - 1     | Peter Devlin    | 94  |
| 62 | Chris Wakelin      | 6 - 2     | Jamie Wilson    | 99  |
| 59 | Andrew Higginson   | 4 - 6     | Daniel Wells    |     |
| 70 | Cao Yupeng         | 6 - 1     | Sanderson Lam   |     |
| 54 | Mark Davis         | 5 - 6     | James Cahill    |     |
| 75 | Steven Hallworth   | 3 - 6     | Yuan Sijun      | 86  |
| 74 | Gao Yang           | 6 - 3     | Dylan Emery     |     |
| 55 | Matthew Stevens    | 6 - 1     | Gerard Greene   | 106 |
| 71 | Ashley Carty       | 1 - 6     | Jackson Page    | 90  |
| 58 | David Grace        | 6 - 4     | Iulian Boiko    | 103 |
| 63 | Pang Junxu         | 6 - 1     | Farakh Ajaib    | 98  |
| 66 | Jamie Clarke       | 6 - 5     | Si Jiahui       |     |
| 50 | Stuart Carrington  | 3 - 6     | Lei Peifan      | 111 |
| 79 | Simon Lichtenberg  | 6 - 4     | Wu Yize         | 82  |

### Turno 3
| TS | Giocatore 1           | Risultato | Giocatore 2        | TS  |
| -- | --------------------- | --------- | ------------------ | --- |
| 17 | Ricky Walden          | 4 - 6     | Allan Taylor       | 80  |
| 48 | Li Hang               | 5 - 6     | Scott Donaldson    | 49  |
| 32 | Liang Wenbó           | w/d - w/o | Dominic Dale       | 65  |
| 33 | Lu Ning               | 3 - 6     | Lyu Haotian        | 64  |
| 40 | Stephen Maguire       | 6 - 3     | Zhang Jiankang     | 104 |
| 25 | Zhou Yuelong          | 6 - 5     | Zhang Anda         | 89  |
| 41 | Mark King             | 1 - 6     | Michael White      |     |
| 24 | Jordan Brown          | 6 - 5     | Liam Davies        |     |
| 21 | Matthew Selt          | 6 - 5     | Lukas Kleckers     | 85  |
| 44 | Jak Jones             | 5 - 6     | Thepchaiya Un-Nooh | 53  |
| 28 | Tom Ford              | 6 - 3     | Michael Holt       | 69  |
| 37 | Jamie Jones           | 6 - 1     | Mark Joyce         | 60  |
| 36 | Kurt Maflin           | 1 - 6     | David Lilley       |     |
| 29 | Ding Junhui           | 6 - 4     | Tian Pengfei       | 68  |
| 45 | Ben Woollaston        | 1 - 6     | Joe O'Connor       | 52  |
| 20 | Martin Gould          | 5 - 6     | Ashley Hugill      | 77  |
| 19 | David Gilbert         | 6 - 1     | Rory McLeod        | 83  |
| 46 | Anthony Hamilton      | 6 - 2     | Elliot Slessor     | 51  |
| 30 | Jimmy Robertson       | 6 - 4     | Oliver Lines       | 67  |
| 35 | Fan Zhengyi           | 5 - 6     | Chris Wakelin      | 62  |
| 38 | Noppon Saengkham      | 6 - 3     | Daniel Wells       |     |
| 27 | Robert Milkins        | 6 - 3     | Cao Yupeng         | 70  |
| 43 | Liam Highfield        | 6 - 5     | James Cahill       |     |
| 22 | Ryan Day              | 1 - 6     | Yuan Sijun         | 86  |
| 23 | Ali Carter            | 6 - 4     | Gao Yang           | 74  |
| 42 | Sam Craigie           | 1 - 6     | Matthew Stevens    | 55  |
| 26 | Joe Perry             | 3 - 6     | Jackson Page       | 90  |
| 39 | Xiao Guodong          | 4 - 6     | David Grace        | 58  |
| 34 | Graeme Dott           | 6 - 1     | Pang Junxu         | 63  |
| 31 | Gary Wilson           | 0 - 6     | Jamie Clarke       | 66  |
| 47 | Alexander Ursenbacher | 3 - 6     | Lei Peifan         | 111 |
| 18 | Hossein Vafaei        | 6 - 0     | Simon Lichtenberg  | 79  |

### Turno 4
| TS  | Giocatore 1      | Risultato | Giocatore 2        | TS |
| --- | ---------------- | --------- | ------------------ | -- |
| 80  | Allan Taylor     | 1 - 10    | Scott Donaldson    | 49 |
| 65  | Dominic Dale     | 4 - 10    | Lyu Haotian        | 64 |
| 40  | Stephen Maguire  | 10 - 7    | Zhou Yuelong       | 25 |
|     | Michael White    | 10 - 4    | Jordan Brown       | 24 |
| 21  | Matthew Selt     | 7 - 10    | Thepchaiya Un-Nooh | 53 |
| 28  | Tom Ford         | 5 - 10    | Jamie Jones        | 37 |
|     | David Lilley     | 7 - 10    | Ding Junhui        | 29 |
| 52  | Joe O'Connor     | 7 - 10    | Ashley Hugill      | 77 |
| 19  | David Gilbert    | 10 - 3    | Anthony Hamilton   | 46 |
| 30  | Jimmy Robertson  | 7 - 10    | Chris Wakelin      | 62 |
| 38  | Noppon Saengkham | 10 - 8    | Robert Milkins     | 27 |
| 43  | Liam Highfield   | 10 - 7    | Yuan Sijun         | 86 |
| 23  | Ali Carter       | 8 - 10    | Matthew Stevens    | 55 |
| 90  | Jackson Page     | 10 - 6    | David Grace        | 58 |
| 63  | Graeme Dott      | 8 - 10    | Jamie Clarke       | 66 |
| 111 | Lei Peifan       | 9 - 10    | Hossein Vafaei     | 18 |

## Century breaks
Durante il corso delle qualificazioni per il torneo sono stati realizzati 89 century breaks.
| N° | Giocatore          | Century breaks | Miglior break |
| -- | ------------------ | -------------- | ------------- |
| 1  | Thepchaiya Un-Nooh | 5              | 145           |
| =  | Zhang Anda         | 5              | 132           |
| =  | Yuan Sijun         | 5              | 130           |
| 2  | Matthew Stevens    | 4              | 139           |
| =  | Stephen Maguire    | 4              | 137           |
| 3  | Graeme Dott        | 3              | 147           |
| =  | Chris Wakelin      | 3              | 131           |
| =  | Andrew Pagett      | 3              | 122           |
| =  | Lei Peifan         | 3              | 116           |
| =  | Noppon Saengkham   | 3              | 116           |
| =  | Jackson Page       | 3              | 116           |
| 4  | Scott Donaldson    | 2              | 139           |
| =  | Ding Junhui        | 2              | 137           |
| =  | Andy Hicks         | 2              | 134           |
| =  | Liam Highfield     | 2              | 123           |
| =  | Lyu Haotian        | 2              | 119           |
| =  | James Cahill       | 2              | 113           |
| =  | Ashley Hugill      | 2              | 112           |
| =  | Iulian Boiko       | 2              | 108           |
| =  | Gao Yang           | 2              | 102           |
| =  | David Gilbert      | 2              | 101           |
| 5  | Pang Junxu         | 1              | 144           |
| =  | Ian Burns          | 1              | 141           |
| =  | Ali Carter         | 1              | 137           |
| =  | Elliot Slessor     | 1              | 135           |
| =  | Ricky Walden       | 1              | 133           |
| =  | David Grace        | 1              | 133           |
| =  | Barry Pinches      | 1              | 131           |
| =  | Zhang Jiankang     | 1              | 131           |
| =  | Jimmy Robertson    | 1              | 131           |
| =  | Jordan Brown       | 1              | 130           |
| =  | Liam Davies        | 1              | 127           |
| =  | Tom Ford           | 1              | 123           |
| =  | Marco Fu           | 1              | 122           |
| =  | Chang Bingyu       | 1              | 122           |
| =  | Jamie Clarke       | 1              | 119           |
| =  | Mark Davis         | 1              | 118           |
| =  | Xu Si              | 1              | 116           |
| =  | David Lilley       | 1              | 115           |
| =  | Jamie Wilson       | 1              | 114           |
| =  | Zhou Yuelong       | 1              | 110           |
| =  | Dominic Dale       | 1              | 110           |
| =  | Joe O'Connor       | 1              | 108           |
| =  | Si Jiahui          | 1              | 106           |
| =  | Matthew Selt       | 1              | 104           |
| =  | Daniel Wells       | 1              | 103           |
| =  | Michael White      | 1              | 100           |
| =  | Lee Walker         | 1              | 100           |
| =  | Jamie Jones        | 1              | 100           |

## Maximum breaks
Durante il corso delle qualificazioni per il torneo è stato realizzato maximum break.
| N° | Giocatore   | Avversario | Turno   | Data           | Note  |
| -- | ----------- | ---------- | ------- | -------------- | ----- |
| 1  | Graeme Dott | Pang Junxu | Turno 3 | 11 aprile 2022 | [ 4 ] |

## Fase finale

### Partecipanti
| TS | Giocatore          | Precedenti partecipazioni alla fase a eliminazione diretta |
| -- | ------------------ | --- |
| 1  | Mark Selby         | 16 (2005, 2006, 2007, 2008, 2009, 2010, 2011, 2012, 2013, 2014, 2015, 2016, 2017, 2018, 2019, 2020, 2021)                                                                         |
| 2  | Ronnie O'Sullivan  | 28 (1993, 1994, 1995, 1996, 1997, 1998, 1999, 2000, 2001, 2002, 2003, 2004, 2005, 2006, 2007, 2008, 2009, 2010, 2011, 2012, 2013, 2014, 2015, 2016, 2017, 2018, 2019, 2020, 2021) |
| 3  | Judd Trump         | 11 (2007, 2011, 2012, 2013, 2014, 2015, 2016, 2017, 2018, 2019, 2020, 2021) |
| 4  | Neil Robertson     | 16 (2005, 2006, 2007, 2008, 2009, 2010, 2011, 2012, 2013, 2014, 2015, 2016, 2017, 2018, 2019, 2020, 2021)                                                                         |
| 5  | Kyren Wilson       | 6 (2014, 2016, 2017, 2018, 2019, 2020, 2021) |
| 6  | John Higgins       | 26 (1995, 1996, 1997, 1998, 1999, 2000, 2001, 2002, 2003, 2004, 2005, 2006, 2007, 2008, 2009, 2010, 2011, 2012, 2013, 2014, 2015, 2016, 2017, 2018, 2019, 2020, 2021)             |
| 7  | Zhao Xintong       | 1 (2019) |
| 8  | Mark Williams      | 22 (1997, 1998, 1999, 2000, 2001, 2002, 2003, 2004, 2005, 2006, 2007, 2008, 2009, 2010, 2011, 2012, 2013, 2015, 2016, 2018, 2019, 2020, 2021)                                     |
| 9  | Barry Hawkins      | 15 (2006, 2007, 2008, 2009, 2010, 2011, 2012, 2013, 2014, 2015, 2016, 2017, 2018, 2019, 2020, 2021)                                                                               |
| 10 | Shaun Murphy       | 18 (2002, 2003, 2005, 2006, 2007, 2008, 2009, 2010, 2011, 2012, 2013, 2014, 2015, 2016, 2017, 2018, 2019, 2020, 2021)                                                             |
| 11 | Luca Brecel        | 4 (2012, 2017, 2018, 2019) |
| 12 | Stuart Bingham     | 14 (2000, 2002, 2008, 2009, 2011, 2012, 2013, 2014, 2015, 2016, 2017, 2018, 2019, 2020, 2021)                                                                                     |
| 13 | Anthony McGill     | 6 (2015, 2016, 2017, 2018, 2019, 2020, 2021) |
| 14 | Jack Lisowski      | 4 (2013, 2018, 2019, 2020, 2021) |
| 15 | Mark Allen         | 14 (2007, 2008, 2009, 2010, 2011, 2012, 2013, 2014, 2015, 2016, 2017, 2018, 2019, 2020, 2021)                                                                                     |
| 16 | Yan Bingtao        | 2 (2017, 2020, 2021) |
| 17 | Hossein Vafaei     | 0 |
| 18 | David Gilbert      | 7 (2007, 2012, 2014, 2016, 2019, 2020, 2021) |
| 19 | Ding Junhui        | 15 (2007, 2008, 2009, 2010, 2011, 2012, 2013, 2014, 2015, 2016, 2017, 2018, 2019, 2020, 2021)                                                                                     |
| 20 | Jamie Jones        | 4 (2012, 2015, 2018, 2021) |
| 21 | Noppon Saengkham   | 2 (2017, 2020) |
| 22 | Stephen Maguire    | 18 (2004, 2005, 2006, 2007, 2008, 2009, 2010, 2011, 2012, 2013, 2014, 2015, 2016, 2017, 2018, 2019, 2020, 2021)                                                                   |
| 23 | Liam Highfield     | 2 (2018, 2021) |
| 24 | Scott Donaldson    | 1 (2019) |
| 25 | Thepchaiya Un-Nooh | 3 (2018, 2019, 2020) |
| 26 | Matthew Stevens    | 17 (1998, 1999, 2000, 2001, 2002, 2003, 2004, 2005, 2006, 2007, 2008, 2011, 2012, 2013, 2015, 2018, 2020)                                                                         |
| 27 | Chris Wakelin      | 2 (2018, 2021) |
| 28 | Lyu Haotian        | 2 (2018, 2021) |
| 29 | Jamie Clarke       | 1 (2020) |
| 30 | Ashley Hugill      | 0 |
| 31 | Jackson Page       | 0 |
| 32 | Michael White      | 3 (2013, 2014, 2016) |

Nota bene: nella sezione "precedenti partecipazioni alla fase a eliminazione diretta", le date in grassetto indicano che il giocatore ha vinto quella edizione del torneo.

## Tabellone (fase finale)
|  | Sedicesimi di finale    | Sedicesimi di finale    |                       |    | Ottavi di finale        | Ottavi di finale        |  |  | Quarti di finale        | Quarti di finale        |  |  | Semifinali              | Semifinali              |
|  | Al meglio dei 19 frames | Al meglio dei 19 frames |                       |    | Al meglio dei 25 frames | Al meglio dei 25 frames |  |  | Al meglio dei 25 frames | Al meglio dei 25 frames |  |  | Al meglio dei 33 frames | Al meglio dei 33 frames |
|  |                         |                         |                       |    |                         |                         |  |  |                         |                         |  |  |                         |                         |
|  | 16 aprile               |                         |                       |    |                         |                         |  |  |                         |                         |  |  |                         |                         |
|  |                         |                         |                       |    |                         |                         |  |  |                         |                         |  |  |                         |                         |
|  | Mark Selby (1)          | 10                      |                       |    |                         |                         |  |  |                         |                         |  |  |                         |                         |
|  | Mark Selby (1)          | 10                      | 22-23 aprile          |    |                         |                         |  |  |                         |                         |  |  |                         |                         |
|  | Jamie Jones (20)        | 7                       |                       |    |                         |                         |  |  |                         |                         |  |  |                         |                         |
|  | Jamie Jones (20)        | 7                       | Mark Selby (1)        | 10 |                         |                         |  |  |                         |                         |  |  |                         |                         |
|  | 19 aprile               |                         | Mark Selby (1)        | 10 |                         |                         |  |  |                         |                         |  |  |                         |                         |
|  |                         | Yan Bingtao (16)        | 13                    |    |                         |                         |  |  |                         |                         |  |  |                         |                         |
|  | Yan Bingtao (16)        | Yan Bingtao (16)        | 13                    | 10 |                         |                         |  |  |                         |                         |  |  |                         |                         |
|  | Yan Bingtao (16)        |                         | 26-27 aprile          | 10 |                         |                         |  |  |                         |                         |  |  |                         |                         |
|  | Chris Wakelin (27)      | 6                       |                       |    |                         |                         |  |  |                         |                         |  |  |                         |                         |
|  | Chris Wakelin (27)      | 6                       | Yan Bingtao (16)      | 11 |                         |                         |  |  |                         |                         |  |  |                         |                         |
|  | 16-17 aprile            |                         | Yan Bingtao (16)      | 11 |                         |                         |  |  |                         |                         |  |  |                         |                         |
|  |                         | Mark Williams (8)       | 13                    |    |                         |                         |  |  |                         |                         |  |  |                         |                         |
|  | Barry Hawkins (9)       | Mark Williams (8)       | 13                    | 7  |                         |                         |  |  |                         |                         |  |  |                         |                         |
|  | Barry Hawkins (9)       | 21-22 aprile            |                       | 7  |                         |                         |  |  |                         |                         |  |  |                         |                         |
|  | Jackson Page (31)       | 10                      |                       |    |                         |                         |  |  |                         |                         |  |  |                         |                         |
|  | Jackson Page (31)       | 10                      | Jackson Page (31)     | 3  |                         |                         |  |  |                         |                         |  |  |                         |                         |
|  | 17-18 aprile            |                         | Jackson Page (31)     | 3  |                         |                         |  |  |                         |                         |  |  |                         |                         |
|  |                         | Mark Williams (8)       | 13                    |    |                         |                         |  |  |                         |                         |  |  |                         |                         |
|  | Mark Williams (8)       | Mark Williams (8)       | 13                    | 10 |                         |                         |  |  |                         |                         |  |  |                         |                         |
|  | Mark Williams (8)       |                         | 28-29-30 aprile       | 10 |                         |                         |  |  |                         |                         |  |  |                         |                         |
|  | Michael White (32)      | 3                       |                       |    |                         |                         |  |  |                         |                         |  |  |                         |                         |
|  | Michael White (32)      | 3                       | Mark Williams (8)     | 16 |                         |                         |  |  |                         |                         |  |  |                         |                         |
|  | 20 aprile               |                         | Mark Williams (8)     | 16 |                         |                         |  |  |                         |                         |  |  |                         |                         |
|  |                         | Judd Trump (4)          | 17                    |    |                         |                         |  |  |                         |                         |  |  |                         |                         |
|  | Kyren Wilson (5)        | Judd Trump (4)          | 17                    | 10 |                         |                         |  |  |                         |                         |  |  |                         |                         |
|  | Kyren Wilson (5)        | 24-25 aprile            |                       | 10 |                         |                         |  |  |                         |                         |  |  |                         |                         |
|  | Ding Junhui (19)        | 8                       |                       |    |                         |                         |  |  |                         |                         |  |  |                         |                         |
|  | Ding Junhui (19)        | 8                       | Kyren Wilson (5)      | 9  |                         |                         |  |  |                         |                         |  |  |                         |                         |
|  | 18-19 aprile            |                         | Kyren Wilson (5)      | 9  |                         |                         |  |  |                         |                         |  |  |                         |                         |
|  |                         | Stuart Bingham (12)     | 13                    |    |                         |                         |  |  |                         |                         |  |  |                         |                         |
|  | Stuart Bingham (12)     | Stuart Bingham (12)     | 13                    | 10 |                         |                         |  |  |                         |                         |  |  |                         |                         |
|  | Stuart Bingham (12)     |                         | 26-27 aprile          | 10 |                         |                         |  |  |                         |                         |  |  |                         |                         |
|  | Lyu Haotian (28)        | 5                       |                       |    |                         |                         |  |  |                         |                         |  |  |                         |                         |
|  | Lyu Haotian (28)        | 5                       | Stuart Bingham (12)   | 8  |                         |                         |  |  |                         |                         |  |  |                         |                         |
|  | 17-18 aprile            |                         | Stuart Bingham (12)   | 8  |                         |                         |  |  |                         |                         |  |  |                         |                         |
|  |                         | Judd Trump (4)          | 13                    |    |                         |                         |  |  |                         |                         |  |  |                         |                         |
|  | Anthony McGill (13)     | Judd Trump (4)          | 13                    | 10 |                         |                         |  |  |                         |                         |  |  |                         |                         |
|  | Anthony McGill (13)     | 23-24-25 aprile         |                       | 10 |                         |                         |  |  |                         |                         |  |  |                         |                         |
|  | Liam Highfield (23)     | 7                       |                       |    |                         |                         |  |  |                         |                         |  |  |                         |                         |
|  | Liam Highfield (23)     | 7                       | Anthony McGill (13)   | 11 |                         |                         |  |  |                         |                         |  |  |                         |                         |
|  | 20-21 aprile            |                         | Anthony McGill (13)   | 11 |                         |                         |  |  |                         |                         |  |  |                         |                         |
|  |                         | Judd Trump (4)          | 13                    |    |                         |                         |  |  |                         |                         |  |  |                         |                         |
|  | Judd Trump (4)          | Judd Trump (4)          | 13                    | 10 |                         |                         |  |  |                         |                         |  |  |                         |                         |
|  | Judd Trump (4)          |                         |                       | 10 |                         |                         |  |  |                         |                         |  |  |                         |                         |
|  | Hossein Vafaei (17)     | 4                       |                       |    |                         |                         |  |  |                         |                         |  |  |                         |                         |
|  | Hossein Vafaei (17)     | 4                       |                       |    |                         |                         |  |  |                         |                         |  |  |                         |                         |
|  | 18-19 aprile            |                         |                       |    |                         |                         |  |  |                         |                         |  |  |                         |                         |
|  |                         |                         |                       |    |                         |                         |  |  |                         |                         |  |  |                         |                         |
|  | Neil Robertson (3)      | 10                      |                       |    |                         |                         |  |  |                         |                         |  |  |                         |                         |
|  | Neil Robertson (3)      | 10                      | 23-24-25 aprile       |    |                         |                         |  |  |                         |                         |  |  |                         |                         |
|  | Ashley Hugill (30)      | 5                       |                       |    |                         |                         |  |  |                         |                         |  |  |                         |                         |
|  | Ashley Hugill (30)      | 5                       | Neil Robertson (3)    | 12 |                         |                         |  |  |                         |                         |  |  |                         |                         |
|  | 19-20 aprile            |                         | Neil Robertson (3)    | 12 |                         |                         |  |  |                         |                         |  |  |                         |                         |
|  |                         | Jack Lisowski (14)      | 13                    |    |                         |                         |  |  |                         |                         |  |  |                         |                         |
|  | Jack Lisowski (14)      | Jack Lisowski (14)      | 13                    | 10 |                         |                         |  |  |                         |                         |  |  |                         |                         |
|  | Jack Lisowski (14)      |                         | 26-27 aprile          | 10 |                         |                         |  |  |                         |                         |  |  |                         |                         |
|  | Matthew Stevens (26)    | 8                       |                       |    |                         |                         |  |  |                         |                         |  |  |                         |                         |
|  | Matthew Stevens (26)    | 8                       | Jack Lisowski (14)    | 12 |                         |                         |  |  |                         |                         |  |  |                         |                         |
|  | 20-21 aprile            |                         | Jack Lisowski (14)    | 12 |                         |                         |  |  |                         |                         |  |  |                         |                         |
|  |                         | John Higgins (6)        | 13                    |    |                         |                         |  |  |                         |                         |  |  |                         |                         |
|  | Luca Brecel (11)        | John Higgins (6)        | 13                    | 5  |                         |                         |  |  |                         |                         |  |  |                         |                         |
|  | Luca Brecel (11)        | 24-25 aprile            |                       | 5  |                         |                         |  |  |                         |                         |  |  |                         |                         |
|  | Noppon Saengkham (21)   | 10                      |                       |    |                         |                         |  |  |                         |                         |  |  |                         |                         |
|  | Noppon Saengkham (21)   | 10                      | Noppon Saengkham (21) | 7  |                         |                         |  |  |                         |                         |  |  |                         |                         |
|  | 19-20 aprile            |                         | Noppon Saengkham (21) | 7  |                         |                         |  |  |                         |                         |  |  |                         |                         |
|  |                         | John Higgins (6)        | 13                    |    |                         |                         |  |  |                         |                         |  |  |                         |                         |
|  | John Higgins (6)        | John Higgins (6)        | 13                    | 10 |                         |                         |  |  |                         |                         |  |  |                         |                         |
|  | John Higgins (6)        |                         | 28-29-30 aprile       | 10 |                         |                         |  |  |                         |                         |  |  |                         |                         |
|  | Thepchaiya Un-Nooh (25) | 7                       |                       |    |                         |                         |  |  |                         |                         |  |  |                         |                         |
|  | Thepchaiya Un-Nooh (25) | 7                       | John Higgins (6)      | 11 |                         |                         |  |  |                         |                         |  |  |                         |                         |
|  | 16-17 aprile            |                         | John Higgins (6)      | 11 |                         |                         |  |  |                         |                         |  |  |                         |                         |
|  |                         | Ronnie O'Sullivan (2)   | 17                    |    |                         |                         |  |  |                         |                         |  |  |                         |                         |
|  | Zhao Xintong (7)        | Ronnie O'Sullivan (2)   | 17                    | 10 |                         |                         |  |  |                         |                         |  |  |                         |                         |
|  | Zhao Xintong (7)        | 21-22-23 aprile         |                       | 10 |                         |                         |  |  |                         |                         |  |  |                         |                         |
|  | Jamie Clarke (29)       | 2                       |                       |    |                         |                         |  |  |                         |                         |  |  |                         |                         |
|  | Jamie Clarke (29)       | 2                       | Zhao Xintong (7)      | 9  |                         |                         |  |  |                         |                         |  |  |                         |                         |
|  | 16-17 aprile            |                         | Zhao Xintong (7)      | 9  |                         |                         |  |  |                         |                         |  |  |                         |                         |
|  |                         | Stephen Maguire (22)    | 13                    |    |                         |                         |  |  |                         |                         |  |  |                         |                         |
|  | Shaun Murphy (10)       | Stephen Maguire (22)    | 13                    | 8  |                         |                         |  |  |                         |                         |  |  |                         |                         |
|  | Shaun Murphy (10)       |                         | 26-27 aprile          | 8  |                         |                         |  |  |                         |                         |  |  |                         |                         |
|  | Stephen Maguire (22)    | 10                      |                       |    |                         |                         |  |  |                         |                         |  |  |                         |                         |
|  | Stephen Maguire (22)    | 10                      | Stephen Maguire (22)  | 5  |                         |                         |  |  |                         |                         |  |  |                         |                         |
|  | 18 aprile               |                         | Stephen Maguire (22)  | 5  |                         |                         |  |  |                         |                         |  |  |                         |                         |
|  |                         | Ronnie O'Sullivan (2)   | 13                    |    |                         |                         |  |  |                         |                         |  |  |                         |                         |
|  | Mark Allen (15)         | Ronnie O'Sullivan (2)   | 13                    | 10 |                         |                         |  |  |                         |                         |  |  |                         |                         |
|  | Mark Allen (15)         | 22-23 aprile            |                       | 10 |                         |                         |  |  |                         |                         |  |  |                         |                         |
|  | Scott Donaldson (24)    | 6                       |                       |    |                         |                         |  |  |                         |                         |  |  |                         |                         |
|  | Scott Donaldson (24)    | 6                       | Mark Allen (15)       | 4  |                         |                         |  |  |                         |                         |  |  |                         |                         |
|  | 16-17 aprile            |                         | Mark Allen (15)       | 4  |                         |                         |  |  |                         |                         |  |  |                         |                         |
|  |                         | Ronnie O'Sullivan (2)   | 13                    |    |                         |                         |  |  |                         |                         |  |  |                         |                         |
|  | Ronnie O'Sullivan (2)   | Ronnie O'Sullivan (2)   | 13                    | 10 |                         |                         |  |  |                         |                         |  |  |                         |                         |
|  | Ronnie O'Sullivan (2)   |                         |                       | 10 |                         |                         |  |  |                         |                         |  |  |                         |                         |
|  | David Gilbert (18)      | 5                       |                       |    |                         |                         |  |  |                         |                         |  |  |                         |                         |
|  | David Gilbert (18)      | 5                       |                       |    |                         |                         |  |  |                         |                         |  |  |                         |                         |

| Finale (Al meglio dei 35 frames) Crucible Theatre, Sheffield, 1°-2 maggio 2022. Arbitro: Olivier Marteel | | |
| Judd Trump (4) | 13–18 | Ronnie O'Sullivan (2) |
| Prima sessione: 98–0, 0–120, 1–78, 66–73, 13–62, 4–105, 98–0, 79–50 Seconda sessione: 100–36, 7–117, 9–122, 15–107, 0–77, 26–94, 80–4, 0–79, 33–88 Terza sessione: 115–22, 90–25, 81–0, 45–71, 66–20, 60–51, 1–68, 126–0 Quarta sessione: 12–82, 12–88, 72–27, 1–91, 151–0, 0–93 | Prima sessione: 3–5 Seconda sessione: 2–7 (5–12) Terza sessione: 6–2 (11–14) Quarta sessione: 2–4 (13–18) Miglior break (Trump): 109 Century breaks (Trump): 3 Miglior break (O'Sullivan): 120 Century breaks (O'Sullivan): 3 | Prima sessione: 98–0, 0–120, 1–78, 66–73, 13–62, 4–105, 98–0, 79–50 Seconda sessione: 100–36, 7–117, 9–122, 15–107, 0–77, 26–94, 80–4, 0–79, 33–88 Terza sessione: 115–22, 90–25, 81–0, 45–71, 66–20, 60–51, 1–68, 126–0 Quarta sessione: 12–82, 12–88, 72–27, 1–91, 151–0, 0–93 |
| Ronnie O'Sullivan vince il Betfred World Snooker Championship 2022 | | |

## Century breaks
Durante il corso del torneo sono stati realizzati 109 century breaks.
| N° | Giocatore          | Century breaks | Miglior break |
| -- | ------------------ | -------------- | ------------- |
| 1  | Mark Williams      | 16             | 138           |
| 2  | Ronnie O'Sullivan  | 15             | 134           |
| 3  | Judd Trump         | 11             | 120           |
| 4  | John Higgins       | 8              | 128           |
| =  | Yan Bingtao        | 8              | 112           |
| 5  | Neil Robertson     | 7              | 147           |
| 6  | Mark Selby         | 6              | 137           |
| 7  | Jack Lisowski      | 5              | 137           |
| 8  | Stuart Bingham     | 3              | 140           |
| =  | Zhao Xintong       | 3              | 136           |
| =  | Jackson Page       | 3              | 135           |
| =  | Anthony McGill     | 3              | 129           |
| =  | Noppon Saengkham   | 3              | 127           |
| =  | Kyren Wilson       | 3              | 126           |
| =  | Ding Junhui        | 3              | 122           |
| =  | Mark Allen         | 3              | 110           |
| 9  | Stephen Maguire    | 2              | 107           |
| 10 | Shaun Murphy       | 1              | 130           |
| =  | Chris Wakelin      | 1              | 130           |
| =  | Hossein Vafaei     | 1              | 121           |
| =  | Thepchaiya Un-Nooh | 1              | 114           |
| =  | Luca Brecel        | 1              | 109           |
| =  | Matthew Stevens    | 1              | 108           |
| =  | Lyu Haotian        | 1              | 103           |

## Maximum breaks
Durante il corso del torneo è stato realizzato maximum break.
| N° | Giocatore      | Avversario    | Turno            | Data           | Note  |
| -- | -------------- | ------------- | ---------------- | -------------- | ----- |
| 1  | Neil Robertson | Jack Lisowski | Ottavi di finale | 25 aprile 2022 | [ 6 ] |